# Gabriele Baldini
Pour les articles homonymes, voir Baldini.
Gabriele Baldini (Rome, 29 août 1919 – 18 juin 1969) est un essayiste italien, spécialiste de la littérature anglaise.

## Biographie
Fils de l'écrivain Antonio Baldini (1889-1962), Gabriele Baldini fut l'un des disciples de Mario Praz. Il enseigna la littérature anglaise à l'université La Sapienza de Rome. En 1950, il épousa Natalia Ginzburg, veuve de Leone Ginzburg.
Son édition en italien des œuvres complètes de Shakespeare fut très appréciée en Italie. Il publia de nombreuses études sur la littérature anglaise du Moyen Âge au XIXe siècle. Amoureux de la musique et du cinéma, il fut également critique musical et publia un essai sur l'œuvre de Verdi. Il lui arriva de figurer comme acteur dans plusieurs films, comme ceux de son ami Pasolini, pour qui il joua dans Accattone et dans Des oiseaux, petits et gros .

## Choix d'œuvres
- 1949 - Poeti americani, 1662-1945
- 1952 - Melville o le ambiguità
- 1958 - La tradizione letteraria dell'Inghilterra medievale
- 1962 - Il dramma elisabettiano
- 1963 - Shakespeare
- 1965 - Le rondini dell'Orfeo (mémoires)
- 1964 - Manualetto shakespeariano
- 1971 - Abitare la battaglia : la storia di Giuseppe Verdi (posthume), Garzanti, 2005
- 1980 - (en) The Story of Giuseppe Verdi : Oberto to Un Ballo in Maschera, Cambridge University Press

## Source
- (es) Cet article est partiellement ou en totalité issu de l’article de Wikipédia en espagnol intitulé « Gabriele Baldini » (voir la liste des auteurs).